# Fosforilare

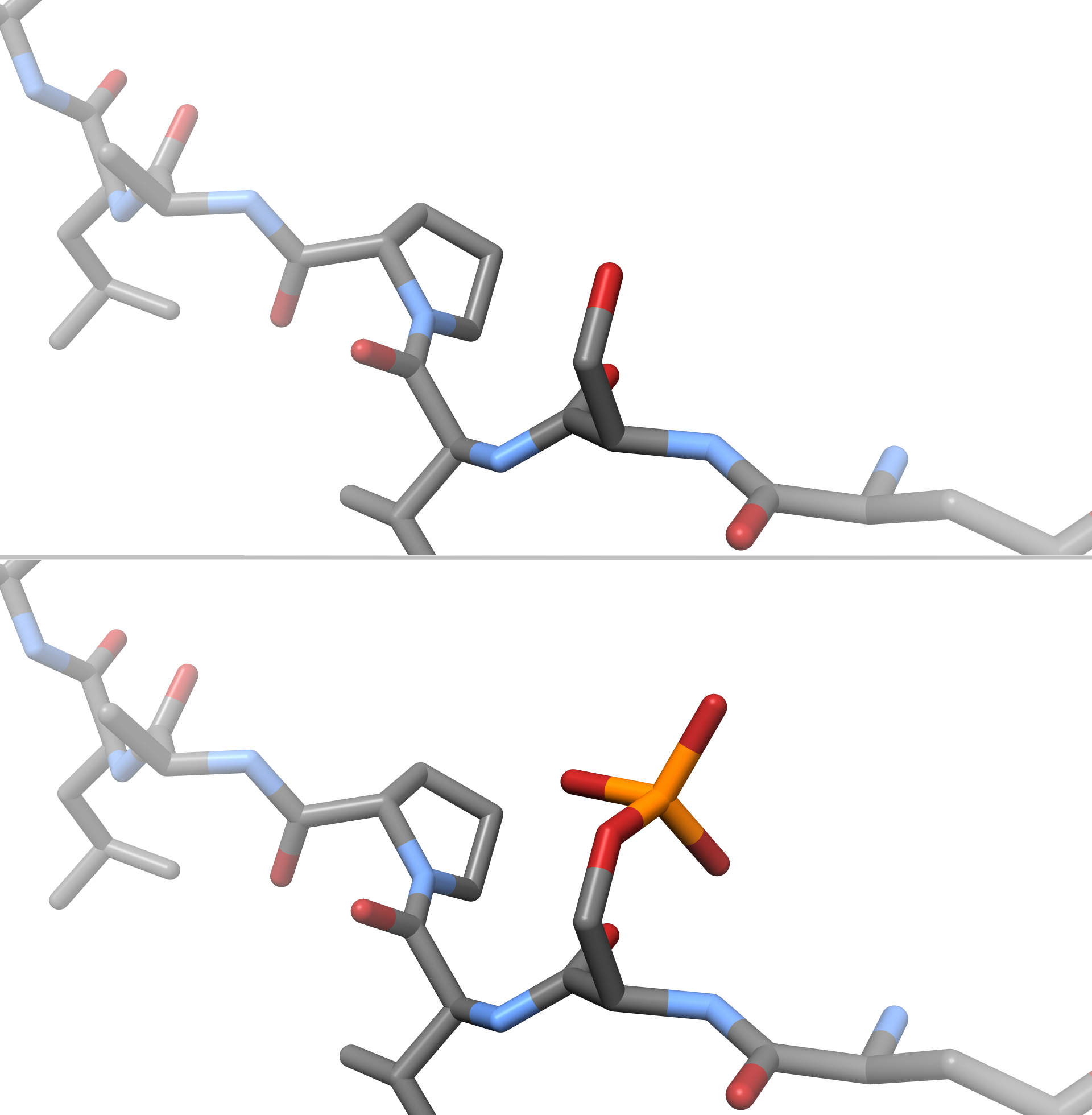
Serina ce face parte dintr-o catenă proteică, înainte și respectiv după fosforilare la nivelul grupei hidroxil.

În chimie, termenul de fosforilare face referire la reacția de atașare a unui rest fosfatic (mai exact fosforil PO2−
3) la o moleculă a unui compus chimic. Împreună cu reacția inversă, denumită defosforilare, cele două reacții sunt esențiale pentru multe procese celulare ce au loc în organismele vii și se produc prin acțiunea unor enzime. Fosforilarea este importantă în special pentru funcționarea proteinelor, mai exact în procesul de reglare (modulare) al funcțiilor acestora (adică procese de activare sau dezactivare) sau în metabolismul energetic (fosforilare oxidativă).
Multe molecule proteice (aproximativ o treime sau două treimi din proteomul organismelor eucariote) sunt fosforilate temporar, proces realizat de asemenea și pentru glucide, lipide și alte molecule cu importanță biologică.

## Obținerea ATP
Compusul trifosforilat este un compus care are în compoziția sa trei grupări fosfat (compus triplu fosforilat), de exemplu adenozintrifosfatul (abreviat ATP), care este obținut în cadrul mitocondriilor prin fosforilarea unei molecule de adenozindifosfat, ADP.